# Palpomyia pruinulosa
Palpomyia pruinulosa är en tvåvingeart som beskrevs av Remm 1976. Palpomyia pruinulosa ingår i släktet Palpomyia och familjen svidknott. Inga underarter finns listade i Catalogue of Life.